# Siegfried Weber (Verleger)
Felix Arthur Siegfried Weber (* 3. Februar 1881 in Leipzig; † 25. März 1966 in Wolfenbüttel) war ein deutscher Verleger.

## Leben
Er war als Verleger in der Messestadt Leipzig tätig, wo er von seinem Vater Felix Weber, einem Sohn des Verlagsgründers Johann Jacob Weber, die Verlagsbuchhandlung, Buchdruckerei und graphischen Kunstanstalten J. J. Weber in Leipzig übernahm. Daneben war er Inhaber der Illustrirten Zeitung. Für seine Verdienste wurde Weber zum Hofrat ernannt.
Er war begeisterter Jäger und schrieb darüber 1941 das Buch Die Jagd, der Jungborn meines Lebens.
Nach Ende des Zweiten Weltkrieges wurde er 1945 enteignet. Er ließ sich 1951 im niedersächsischen Wolfenbüttel nieder, wo er 1966 starb.

## Veröffentlichungen (Auswahl)
- Bruno Metzel zum Gedenken. In: Unser Vobachhaus. Leipzig 1938.
- Die Jagd, der Jungborn meines Lebens. Leipzig 1941.